# Rams Park
A Rams Park egy labdarúgóstadion Isztambul északi részen, a UEFA-bajnokok ligája mérkőzésein a stadion neve Ali Sami Yen Spor Kompleksi. A Rams Parkban a Galatasaray SK és a török válogatott játszik a 2010–2011-es szezontól. A stadionban nemzetközi, BL- és Európa-liga-mérkőzéseken 52 000–55 000 néző fér el, mivel ezeken állóhely nem engedélyezett.

## Fordítás
Ez a szócikk részben vagy egészben a Rams Park című angol Wikipédia-szócikk ezen változatának fordításán alapul.  Az eredeti cikk szerkesztőit annak laptörténete sorolja fel. Ez a jelzés csupán a megfogalmazás eredetét és a szerzői jogokat jelzi, nem szolgál a cikkben szereplő információk forrásmegjelöléseként.